# ジェームズ・リンジー＝ベスーン (第16代リンジー伯爵)
第16代リンジー伯爵ジェームズ・ランドルフ・リンジー＝ベスーン（英語: James Randolph Lindesay-Bethune, 16th Earl of Lindsay,DL、1955年11月19日 - ）はスコットランドの実業家、保守党所属の政治家。

## 経歴
第15代リンジー伯爵とメアリー・ダグラス=スコット=モンタギュー（Mary Douglas-Scott-Montagu、第2代ビューリーのモンタギュー男爵の三女）との長男として生まれた。イートン校に学んだのち、エディンバラ大学、次いでカリフォルニア大学へと進学した。
1989年に父の死去に伴ってリンジー伯爵を継承するとともに、貴族院に列した。1994年から翌年にかけて合同環境委員会副委員長を務めた。また、1995年から1997年の間にスコットランド担当政務次官の地位にあった。1999年の貴族院法制定後も、引き続いて貴族院に籍を置く92人の世襲貴族の一人に選ばれたため、現在まで同院議員を務めている。2012年にスコットランド・ナショナルトラスト協会会長に就任して、2017年まで同職を務めている。

## 家族
1982年3月2日にダイアナ・メアリー・シャンバーレイン＝マクドナルド（Diana Mary Chamberlayne-Macdonald、第16代準男爵サー・アレグザンダー・ソマーランド・マクドナルドの孫娘）と結婚して、二男三女をもうけた。
ダイアナ伯爵夫人は慈善舞踏会『ロイヤル・カレドニアン・ボール』の支援者を務めているほか、ファイフにおけるフォックスハウンドの管理も行っている。
- 第1子（長女）フランセス・メアリー（1986年 - ）- ラスティスラフ・ギャビンスキーと結婚、子あり。
- 第2子（次女）アレクサンドラ・ペネロープ（1988年 - ）-ジャック・コールマンと結婚。
- 第3子（長男）ウィリアム・ジェームズ（1990年12月30日 - ）- ガーノック子爵(儀礼称号)。伯爵位の法定推定相続人。
- 第4子（次男）デイヴィッド・ナイジェル（1993年 - ）
- 第5子（三女）シャーロット・ダイアナ（1993年 - ）-2021年9月25日にノート公爵ハイメ・デ・ボルボン＝ドス・シシリアス・イ・ランダルーセ（スペイン語版）（カラブリア公ペドロの長男）と結婚[7]。